# Кенхардт
Кенхардт — город в Южно-Африканской республике. Город расположен в Северо-Капской провинции. Расстояние до Вашингтона, крупнейшего города в округе — примерно 120 километров.

## География
В этом регионе мало растительности, в основном очень низкие кустарники и жёлтая трава посреди каменистого ландшафта.
Климат в данной местности очень засушливый, температура иногда достигает 40 °C градусов.

## История
27 декабря 1886 года специальный судья Максимиллиан Джексон и полицейский контингент отправились в эти места. Они прибыли в Кенхардт и разбили лагерь под гигантским верблюжьим деревом.
Город стал муниципалитетом в 1909 году.